# Знаменское муниципальное образование (Иркутская область)
Знаменское сельское поселение — муниципальное образование со статусом сельского поселения в 
Жигаловском районе Иркутской области России. Административный центр — село Знаменка.

## Демография
По результатам Всероссийской переписи населения 2010 года
численность населения муниципального образования составила 738 человек, в том числе 362 мужчины и 376 женщин.

## Населённые пункты
- село Знаменка
- деревня Нижняя Слобода